# Liste der Bodendenkmale in Bülstringen
In der Liste der Bodendenkmale in Bülstringen sind alle Bodendenkmale der Gemeinde Bülstringen und ihrer Ortsteile aufgelistet. Grundlage ist die Veröffentlichung der Landesdenkmalliste mit Stand vom 25. Februar 2016.  Die Baudenkmale sind in der Liste der Kulturdenkmale in Bülstringen aufgeführt.
| Denkmal-ID | Fundart | Ortsteil    | Bezeichnung                    | Zeitstellung | Lage                                | Bemerkungen | Bild |
| ---------- | ------- | ----------- | ------------------------------ | ------------ | ----------------------------------- | ----------- | ---- |
| 428312051  | Wüstung | Bülstringen | Wüstung Zernitz mit Burgstelle | undatiert    | südwestlich von Wald umgeben (Lage) |             |      |